# 장승현
장승현(張勝賢, 1991년 11월 27일 ~ )은 대한민국의 가수이다. 2012년 싱글앨범 〈Better Than Tonight〉으로 데뷔했다. 그룹 국가대표M에서 랩퍼를 맡았었다. 현재는 라우드소싱 TOP디자이너(스터닝 라우드소싱 디자이너)로, 라우드 인증디자이너 designal[디자이널]이며, 크몽에서 designal&hadess[디자이널 앤 하데스]로 활동중이다.

## 개요
현재는 광고, 상품기획자 및 그래픽디자이너 [Designal]로 활동하고있다. Designal(디자이널), 율량, 장승현 등의 예명이 있으며, 본명은 송근용(宋根容)이다.
2002년 영화 《초승달과 밤배》으로 영화 데뷔한 후 2012년 첫 디지털 싱글 《Better Than Tonight》로 가요계에도 데뷔하였다. 이후 2013년 리틀싸이 황민우의 《젠틀맨》 뮤직비디오에 모모랜드낸시 배우박시은 가수50KG오프로드랩퍼MC그리 등과 출연하였고, 2014년 두번째 싱글 《Darknight》를 발표하였으며, 같은 해 싱어송라이터 세하(SEHA)의 《그대와 함께》에 랩 피쳐링을 하였다. 2015년에는 《GOOD-BYE》를 발표하였다.

## 가수 활동 및 음반 목록

### 한국
디지털 싱글
- Better than tonight(2012)
- Darknight(2014)
- Good-bye(2015)

참여
- 세하 디지털 싱글 With You - 그대와 함께(2014)

### 일본
- Better than tonight(2012)
- Darknight(2014)

### 중국
- Better than tonight(2012)

## TV 프로그램

### 예능
- 2012년 온스타일 《겟잇뷰티》
- 2013년 Tooniverse 《막이래쇼》
- 2014년 MBC 《신비한TV! 서프라이즈》

### 기타
- 2013년 국회방송 《국회의원25시》새누리당 전하진의원 편

## 광고
- 2012년 훼스탈